# Garnier de Traînel
Ne doit pas être confondu avec Garnier II de Traînel, seigneur de Marigny au du XIIe siècle.
Garnier de Traînel ou Garnier de Traisnel (né vers 1125 et mort le 14 avril 1205 à Constantinople ) est un religieux français de la fin du XIIe siècle et du début du XIIIe siècle qui fut évêque de Troyes de 1193 jusqu'à sa mort, et qui prit part en tant qu'aumônier général à la quatrième croisade.

## Biographie
Membre de la famille Gastebled, vassale de la maison de Traînel, détentrice d'un plessis au sud de Traînel : le Plessis-Gatebled (aujourd'hui dans l'Aube, mais primitivement dans le diocèse de Sens et le doyenné de Trainel). Cette famille de chevaliers est connue depuis 1150 entre les vallées de l'Orvin et celle de l'Oreuse. C'est par erreur que l'historiographie en fait un membre de la grande famille aristocratique des de Trainel.
Chanoine de Sens avant de monter sur le trône épiscopal de Troyes. Il donne son héritage sis à Thorigny (aujourd'hui Thorigny-sur-Oreuse, Yonne, à 15 km. au Nord-Est de Sens) à ses anciens confrères du chapitre cathédral de Sens. Cette donation représentera les deux tiers de l'habitat du bourg. La Chapitre vendra cette seigneurie au seigneur (laïc) de Thorigny en 1720.
Aumônier général de la croisade de 1202. Il participe au conseil de guerre qui se rallie à la volonté du doge de Venise de mettre le cap sur Byzance. Il assiste au siège et à la conquête de la capitale de l'Empire d'Orient en 1204.
Grand amateur de reliques, il aurait légué un coffret qui est au trésor de la cathédrale de Troyes. On notera que son successeur Guichard, interdit vers 1290 une représentation du corps du Christ dans le diocèse de Troyes qui peut être la première manifestation du Linceul de Lirey (depuis passé à Chambéry et actuellement à Turin). Le pape fera réaliser une contre-enquête et autorisera très vite l'ostention.
Garnier est figuré sur un vitrail du triforium de la cathédrale aux côtés de son successeur l'évêque Hervé, datant des années 1235.

## Liens
- Ressource relative à la religion :   - Catholic Hierarchy